# 駄知駅
駄知駅（だちえき）は、かつて岐阜県土岐市駄知町にあった東濃鉄道駄知線の駅（廃駅）である。
旧・駄知町の中心駅であり、旅客の他、陶磁器製品を扱う貨物駅でもあった。町民の間では当駅を西駅、東駄知駅を東駅と呼んでおり、現在も地名の通称として使用されている。

## 歴史
- 1923年（大正12年）1月22日：山神駅 - 当駅間開業に際し、駄知鉄道の駅として開業。
- 1924年（大正13年）9月28日：当駅 - 東駄知駅間開業により中間駅となる。
- 1944年（昭和19年）3月1日：合併により東濃鉄道駄知線の駅となる。
- 1972年（昭和47年）
  - 5月：当駅 - 東駄知駅間の廃止を申請。
  - 7月13日：水害による橋梁流失に伴い全線で営業休止。
- 1974年（昭和49年）10月21日：駄知線廃線により廃止。

## 駅構造
スイッチバック構造の駅であり、旅客用としては1面2線の島式ホームを有していた。陶磁器製品を運搬するための貨物駅でもあったため、留置線、貨物側線、貨物ホームも有していた。当駅は駄知線の中心的な駅として、車両基地・運転基地・工場があり、広い構内を有していた。
| ← 土岐津方面                                          | 駄知駅 構内配線略図（開業当時） | → 東駄知駅 |
| 凡例 出典: 開業当時の構造。晩年は車庫線が増設された。 |                                 |            |

## その他
- 1932年（昭和7年）、当駅 - 東駄知駅間に小川町駅（土岐市駅から9.8 km）が開設されたが、1942年（昭和17年）頃に休止、1944 - 45年頃に廃止された。

## 現況
- 駅跡地は東鉄バスのバスターミナル（「駄知」停留所）及び車庫となり、駄知乗車券販売所及び営業所がおかれた。電車の車庫はそのままバスの整備場に転用され、そのなかに当時の線路が残っていたという。営業所は2019年（令和元年）9月に廃止。バスターミナル及び車庫も2022年（令和4年）9月30日に廃止となる[2]。
- 開業当時に建立された駄知鉄道開業記念碑が現存する。

## 隣の駅
東濃鉄道
駄知線
山神駅 - 駄知駅 - 東駄知駅